# Friedhelm Welge

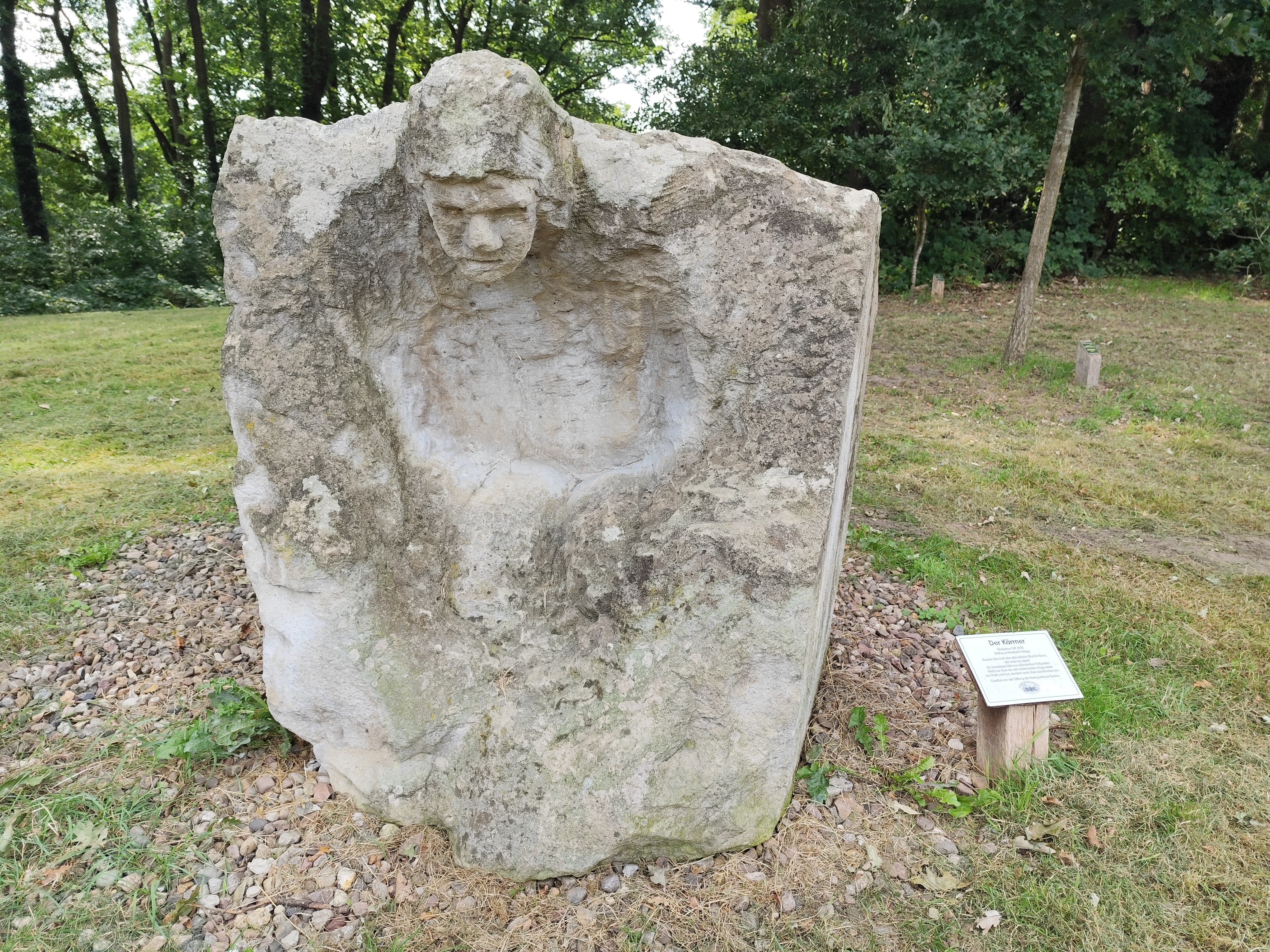
Friedhelm Welge: Skulptur Der Kärrner im Schlosspark Etelsen (Foto 2024)

Friedhelm Welge (* 31. Januar 1952 in Krefeld) ist ein deutscher Bildhauer, Zeichner und Dichter. Er lebt und arbeitet in Offenbach am Main und Bad Camberg.

## Leben und Werk
Nach dem Kunststudium von 1975 bis 1978 (in Duisburg und Düsseldorf) unternahm Welge Studienreisen in die USA, nach Südamerika und zur Osterinsel. Seit 1981 hatte er etwa 90 Ausstellungen im In- und Ausland.
Welge arbeitet expressionistisch-figurativ in Marmor, Sandstein und anderem Gestein. Auch Skulpturen in Holz und Bronze gehören zu seinem Werk.

## Werke
- Projekt 14. Von 2001 bis 2011 arbeitet er am PROJEKT 14, einem Ausstellungsprojekt mit 14 großen Skulpturen zum Thema Folter, in dem er zeitgenössische Folterungen mit denen von als Märtyrer verehrten Heiligen verknüpft. Die Ausstellung wurde vom 15. April bis 9. Oktober 2016 im Kreuzgang des Würzburger Doms gezeigt.
- Der Kruzifixus, den Welge 1984 für die Johanniskirche in Frankfurt/Main schuf, ist ungewöhnlich: keine hängende Christusgestalt, sondern eine überlebensgroße Liegende, an deren Ende statt der Füße zwei negative Hände eingemeißelt sind, wie um unsere Mittäterschaft anzudeuten.
- Eine große, nackte Badende steht in einem Spiel-Brunnen bei der Fa. Hüsing in Sottrum, umtost von Kindern, die von Steinblock zu Steinblock hüpfen und sich dem Wasserstrahl aussetzen. „Und das Wasser schöner kühl wenn ichs auf mich gieße“ mit den titelgebenden Worten von Bert Brecht.
- 8 × 4 m großes Bronzerelief für einen Hersteller von Durchleuchtungsgeräten an Flughäfen thematisiert die schnellen Bilder des PC.
- In der Filiale Ottersberg der Kreissparkasse Verden hat Welge Mensch und Arbeit im Zusammenspiel von Geld und Zeit thematisiert.
- In einem feinen Restaurant berühren amüsiert manche Besucher beim Kommen oder Gehen die Skulptur mit dem Titel „Hey. Ich bin Vesta, aber du darfst Loreley zu mir sagen“.
- Im Klangschalenraum des Schloss Freudenberg, einem Erlebnisraum für alle Sinne in Wiesbaden sitzen Welges 12 Buddhafiguren aus rotem Sandstein.

## Ausstellungen (Auswahl)
- 2017 faceBOOK, Schlossmuseum Weilburg
- 2016 PROJEKT 14, Domkreuzgang Würzburg, altA mAch dadA, Gallus-Theater Frankfurt
- 2015 KZ-Gedenkstätte Osthofen, Sprengstoff, Museum Bad Hersfeld
- 2004–2014 Arbeit am PROJEKT 14 zum Thema Folter
- 2012 Rauminstallation faceBOOK an verschiedenen Orten
- 2006 Dom-Museum Würzburg
- 2003/04 Zugänge zur Kunst, Eintagesausstellungen an verschiedenen Orten
- 2002 HSK-Klinikum Wiesbaden, Galerie Kronberg
- 2000/01 Schloss Freudenberg Wiesbaden
- 1999 Inszenierung lied-RAUM-skulptur Buch und Kunst Offenbach, Goethe-Institut Frankfurt
- 1998 Rathaus Verden, Allee-Theater, Hamburg, St-Petri-Dom Bremen, Philanthropin Frankfurt
- 1997 Galerie Altes Rathaus Worpswede Hochschule Bremen, Schlosspark Etelsen, Allee-Theater Hamburg
- 1986 Große Werkschau Skulpturenweg durch das FreilichtMuseum Hessenpark Neu-Ansbach
- 1995 Museum Bad Hersfeld, Galeria Conti Bologna
- 1993 Städtische Galerie Kronberg
- 1991 KZ Osthofen, Justus-Liebig-Haus Frankfurt
- 1990 Musêes Royaux d'Art et d'Historie Brüssel (g), Karmeliterkloster Frankfurt
- 1989 Ev. Kirchentag Berlin 1987 ehem. Benediktinerabtei Seligenstadt Galerie Krull Krefeld
- 1985 Alte Brüderkirche Kassel (g), Leinwandhaus Frankfurt, Park der Stadt. Kliniken Offenbach, Karmeliterkloster Frankfurt, BfG, Frankfurt
- 1984 Galerie Kunst im Keller Frankfurt
- 1983 Universität Kaiserslautern (g)
- 1982 Kunstverein Frankfurt (g)
- 1981 Galerie Omnibus Frankfurt

## Kunst im öffentlichen Raum
- Johanniskirche (Frankfurt am Main) (bis 2014)
- Tagesklinik, Offenbach
- Hessisches Hauptstaatsarchiv, Wiesbaden
- Museum hanga roa, rapa nui (Easter Island)
- Schloss Bad Homburg
- Martin-Niemöller-Schule, Wiesbaden
- Hess. Ministerium f. Landesentwicklung
- Gedenkstätte Ehem. KZ, Osthofen
- Hessisches Ministerium für Wissenschaft und Forschung, Kunst und Kultur, Wiesbaden
- Brunnen Fa. Hüsing, Sottrum
- Schlosspark Etelsen bei Bremen
- Allee-Theater, Hamburg-Altona
- Schloss Freudenberg, Wiesbaden
- Museum am Dom, Würzburg
- Taufkapelle, Ev. Kirche Storndorf
- Gedenkstele Kinderverschickung, Borkum (2025)[1]